# 宮澤正明
宮澤 正明（みやざわ まさあき、1960年 - ）は、日本の写真家である。

## 概要
日本大学芸術学部写真学科卒業。卒業時に日本大学芸術学会奨励賞。85 年に赤外線フィルムを使用した処女作「夢十夜」でニューヨークICPインフィニティアワード新人賞。2014年伊勢市観光ポスターにて日本観光ポスターコンクール総務大臣賞。
特に神社仏閣にも関わりが深く、2005年伊勢神宮第62 回式年遷宮の正式記録写真家として活動を開始、2013 年10月に行われた遷御の儀までの間に6万点に及ぶ作品を奉納し、写真集も数多く出版する。その他出雲大社大遷宮、阿修羅像で有名な奈良興福寺、春日大社第60回式年造替など全国の神社仏閣を50社寺以上撮影。
また映像作家として、伊勢神宮の森をテーマにしたドキュメンタリー映画*『伊勢神宮ドキュメンタリー映画　ーうみやまあひだ　伊勢神宮の森から響くメッセージー』　監督:宮澤正明　（2015年4月24日）を初監督。海外の映画祭に数多くノミネートされ2015年マドリード国際映画祭にて外国語ドキュメンタリー部門最優秀作品賞他の2冠に輝く。これを機に講演会やトークショーなどの活動が増える。
その他広告、CF、エディトリアル、ファッションの分野でも幅広く活動し、人物写真では伊集院静、市川海老蔵、阿川佐和子、菅野美穂など時代を代表する人々を撮り写真集は150冊を超える。
1984年銀座ニコンサロンでの写真展「夢十夜」から2015年富山市ガラス美術館での写真展「森神心」まで国内外で数多くの展覧会を開催している。

## 主な活動
- 1985年６月　世界20カ国で活躍する100人の写真家による競作「日本の24時間」に最年少で参加。『A Day in the Life of Japan』（コリンズ社）として発行、写真展が全国主要都市を巡回。
- 1986年3月　米ICP新人賞受賞記念写真展「インフラレッド・フォトグラフィー」（東京・六本木アクシスギャラリー）を開催し、part1「夢十夜」、part2新作「転生譚」を発表。
- 1987年4月　「PHOTO PIA展」（ギリシャ・アテネ）に夢十夜に続く新作「転生譚」を出品
- 1988年
  - 2月　「Houston Photo Fest88」（アメリカ・ヒューストン）に参加。赤外写真を出品。
  - 6月　 写真展「タイムスリップ・イン・チャイナ」（東京・新宿ニコンサロン）を開催。中国製のカメラ、フィルムを用い、中国で現像。全行程を現地で行い、自身初のカラー・ポートレートとして発表し、注目を集める。
- 1989年 1月　 写真展「赤景夢」（東京・新宿コニカ・プラザ）を開催。
- 1994年 
  - 1月　 植物の生命感を色だけで表現した作品「眩耀」を発表。（東京・青山スパイラルホール）　　　 　　　　
  - 11月　写真展「MASAI」（東京・銀座アートグラフ）を開催。アフリカ・ケニア高原で出会ったマサイ族の人々と交流。大地と融合して生きる彼らの存在感ゆえにシンプルな白バックでポートレートを撮影。
- 1995年 
  - 6月　 写真集『蝶 LIVING IN JAPAN』（ブレーン出版）を刊行。３ヶ月にわたり日本の蝶、約20,000頭をスタジオ撮影。その細密な美しさを表現するため、8×10の大型カメラを使用した。
  - 11月　写真展「蝶 LIVING IN JAPAN」（東京・銀座村越画廊）を開催。
- 1999年 
  - 6月　 写真展「熊野 玉置山」（東京・新宿ニコンサロン）を開催。
  - 8月 　20年間撮り続けてきた赤外写真の集大成として、『宮澤正明赤外写真集1979-1999』（講談社）を刊行。同写真集出版記念「黒・灰・白」展（青山BMWスクエア）を開催。同展に工場地帯のノスタルジックな未来像をモノクロームで表現した「メトロポリス」を発表。
- 2008年 4月　ホテル日航東京の全客室400室、廊下、会議場などに約1,500点の「Neo Tokyo」作品を展示。これを機に株式会社マスターワークスを設立、公共機関や有名企業などに宮澤作品のレンタル・販売を開始。
- 2009年12月　第62回式年遷宮を4年後にひかえ、講談社創業100周年記念出版として写真集『伊勢神宮-現代に生きる神話』（講談社）刊行。
- 2010年 2月　 写真展「伊勢神宮－現代に生きる神話」（東京・ホテル日航東京コリドールギャラリー）を開催。
- 2011年
  - 2月　 作家・伊集院静氏とともに株式会社エムアップから電子書籍レーベル「デジタルブックファクトリー」を設立、「なぎさホテル」をリリース。
  - 12月　神宮司庁広報室室長・河合真如氏との共著『伊勢神宮の智恵』（小学館）を刊行。
- 2012年 
  - 4月　 写真展「伊勢神話への旅」を近鉄・宇治山田駅2階特設ギャラリーにて開催。
  - 4月　 写真展「祥云纳吉」（運気を呼ぶ写真展）を上海・久光百貨店3階特設ギャラリーにて開催
- 2012年
  - 5月　 写真展「伊勢神話への旅」を調布市文化会館たづくり1階展示室にて開催。以降全国各地にて巡業
  - 7月　奇跡を呼ぶと経営者に人気のある「RED DRAGON」が写真集として小学館より刊行。
  - 11月「RED DRAGON2013」カレンダー発売
- 2013年
  - 7月　伊勢神宮　参宮ガイドブック癸巳版」（小学館）を刊行。「伊勢神宮　現代に生きる神話　新装普及版」（講談社）を刊行
  - 10月　「RED DRAGON2014」カレンダーを発売
  - 10月　伊勢神宮　御遷宮後初の写真展「第62回神宮式年遷宮記念～伊勢神話への旅～」を六本木ヒルズ　ヒルズカフェにて開催
- 2014年
  - 4月　初監督作品である日本初の４Ｋドキュメンタリー映画「うみやまあひだ」完成、ワシントンＤＣ「全米桜フェスティバル」にてワールドプレミアム上映される。池上本門寺の庭園に作られた噴水のプロジェクションマッピングを手がける。
  - 6月　2004年から9年間撮影した集大成として、御遷宮対策委員会公式記録写真集「遷宮」を刊行。
  - 10月　「RED DRAGON 2015」カレンダーを発売。
  - 10月　市川海老蔵主演の歌舞伎ポスター、広告を手掛ける。
- 2015年
  - 1月　写真集「浄闇」（小学館）を刊行。写真展「伊勢神話への旅」を代官山蔦谷にて開催。　
  - 3月　写真集「遷宮」（枻出版）刊行。
  - 7月　映画「うみやまあひだ」が外国語ドキュメンタリー部門最優秀プロデューサー賞と、外国語ドキュメンタリー部門最優秀作品賞の２冠獲得。
  - 11月　「RED DRAGON 2016」カレンダーを発売。
- 2016年
  - 5月　「森神心」＠富山ガラス美術館開催
  - 5月　「森神心」＠日本橋三越開催
  - 11月　「RED DRAGON 2017」カレンダーを発売。
  - 12月　ロックバンド「プラスチックツリー」MV撮影監修開始
- 2017年
  - 1月　写真展「春日大社現代絵巻」を髙島屋日本橋店６階美術画廊にて開催。
  - 2月　北翔海莉様ディナーショーDVD監修
  - 3月　名古屋高島屋リニューアルに伴う全広告を撮影。
  - 3月　「森の京都」写真展＠京都丹波自然運動公園、京都府庁旧日本館成庁
  - 5月　ロックバンド「プラスチックツリー」PV,MV撮影監修
  - 7月　名古屋高島屋広告撮影
  - 8月　個展「ドナルド・キーン写真展＜第１章＞」＠新潟県ドナルド・キーンセンター
  - 8月　「紙神」和紙人形写真展＠伊勢外宮参道ギャラリー
  - 8月　「翼の王国」「シグネチャー」連載開始
  - 11月　「RED DRAGON 2018」カレンダーを発売。
  - 12月　ロックバンド「プラスチックツリー」PV撮影監修
- 2018年
  - 1月　「DRUM TAO」撮影
  - 2月　宮澤正明写真展＠金沢城　五十間長屋
  - 2月　名古屋高島屋広告撮影
  - 3月　東京藝術大学にて特別講師として講演
- 2018年4月　個展「ドナルド・キーン写真展＜第2章＞」＠新潟県ドナルド・キーンセンター東武鉄道との年間契約で日光の撮影を開始。母校の日本大学の特別講師として年2回の写真特別講座をうけもつ
- 2018年7月　個展「ドナルド・キーンのまなざし」＠旧古河庭園
- 2018年8月　東京ガールズコレクション「MATSURI」のビジュアルイメージを担当
- 2018年9月　個展「ドナルド・キーン写真展＜第3章＞」＠新潟県ドナルド・キーンセンター。日本橋三越本店　リモデル第一期グランドオープン広告撮影
- 2018年10月　個展「ドナルド・キーン写真展」＠新潟県知足美術館。「能登立国1300年 能登ふるさと博　フォトアート展「NOTO神秘」

## 作品

### 写真集
- 菅野美穂 写真集1997「NUDITY」（インディペンデンス　80万部）
- 小松千春写真集1998「ten」（ワニブックス　25万部）
- 杉本有美写真集2009「HEART」（講談社）
- 7ORDER写真集2020「WE ARE 7ORDER 1st PHOTO BOOK」（宝島社）

### 映画
- 伊勢神宮ドキュメンタリー映画　ーうみやまあひだ　伊勢神宮の森から響くメッセージー　監督:宮澤正明　（2015年4月24日）
- ダウン症の書家として知られる金澤翔子とその母を密着取材したドキュメンタリー映画「共に生きる 書家金澤翔子」監督:宮澤正明（2023年5月公開）[1]。

### 音楽
- ロックバンド・Plastic Treeのシングル『サイレントノイズ』：ジャケット写真、アーティスト写真撮影、ミュージックビデオ撮影（2016年8月17日）、『念力』：ジャケット写真撮影（2017年1月25日）

## TV出演
- ｢情熱大陸｣（MBS）
- ｢はなまるマーケット｣（TBS）
- ｢レディス4｣（TX）
- ｢ラッキーブランチ｣（CTV）
- ｢その顔が見たみたい｣（CX）
- ｢ちょこっとイイコト 岡村ほんこん♥しわあせプロジェクト｣（TX）
- ｢ザ・プライムショー｣（WOWOW）
- ｢AKBが参拝！お伊勢さんの智恵と魅力｣（東海テレビ）
- ｢負け犬勝ち犬｣（TX）
- ｢写ねーる｣（NHK-BS）
- ｢哲人の告白｣（メ～テレ）
- ｢ぷれサタ！（東海テレビ）｣
- ｢はなまるマーケット｣はなまるカフェ アルバム大賞審査員（TBS）
- ｢東海テレビ開局55周年記念 真夜中のお伊勢さん～遷御の夜に生放送～｣（東海テレビ）
- ｢スーパーニュース｣内｢きにナール！｣コーナー（東海テレビ）
- ｢1Hセンス｣（CX）
- 「バディーズ～私と大切な仲間たち～」（CX)

## ラジオ出演
- ｢THE VOICE｣（JFN）
- ｢NEC presents｢THE FLINTSTONE｣（Bay FM）
- ｢SAPPORO BEER OTOAJITO｣（J-WAVE）
- ｢SEIKO WORLD CRUISE｣（TOKYO FM）
- ｢いのちの森 voice of forest｣（TOKYO FM）
- ｢STADIUM ROCK｣（FM FUJI）
- ｢すっぴん｣（NHKラジオ第1放送）

## 宮澤正明をテーマとした作品
- 近藤太郎「カメラマン宮澤正明物語」　講談社『週刊少年マガジン』2003年7号 p275 - p322